# چامار (کوه)
چامار (به لاتین: Chamar) یک کوه در نپال است. چامار ۷٬۱۶۵ متر بالاتر از سطح دریا واقع شده‌است.